# Raymond Poisson (Schauspieler)

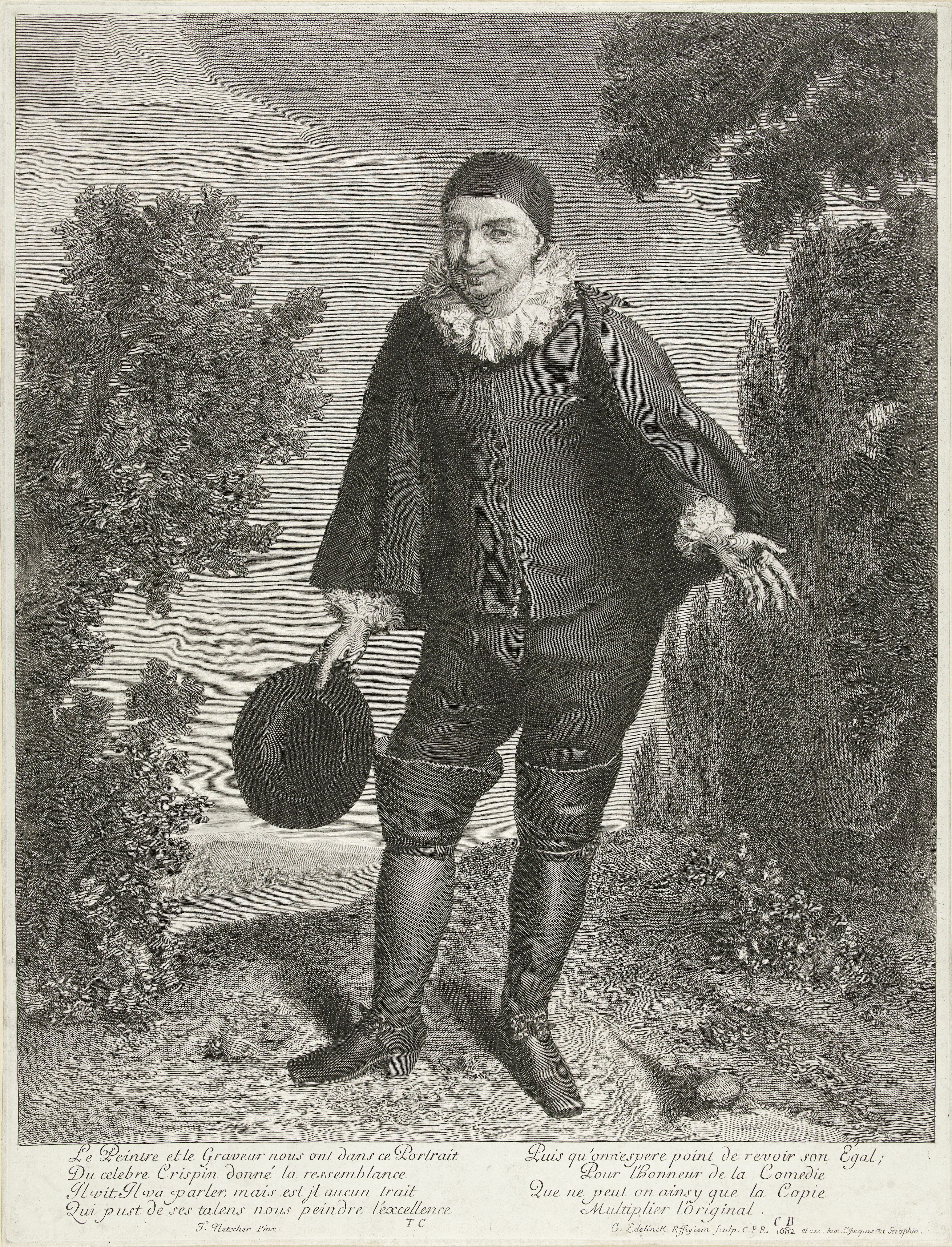
Raymond Poisson in spanischer Tracht

Raymond Poisson, auch bekannt als Belleroche (* um 1630 in Paris; † 9. Mai 1690 ebenda), war ein französischer Schauspieler und Dramatiker.
Auguste Jal und Henri Lyonnet gaben das ungewisse Geburtsjahr 1630 an, da beide, auch nach gründlicher Suche in den Pfarrbüchern, keine Taufurkunde auffinden konnten. Lediglich der Journalist und Biograph Victor Fournel legt sich auf das Geburtsjahr 1633 fest, ohne jedoch Quellen zu nennen.

## Biographie
Als Sohn eines heute vergessenen Mathematikers wurde Poisson in der Nähe des Palais du Louvre geboren. Er wuchs in ärmlichen Verhältnissen, in der 5. Etage, einer Mansarde, auf. Zuerst lernte Poisson, bereits 18-jährig, Handwerkschirurg. Er arbeitete dann später als Chirurg oder Arzt und wurde von François de Créquy, in einem Brief, als sein Bediensteter benannt. Außerdem stand Poisson bei Charles III. de Créquy in Diensten, der ihn auch protegierte.
Zuerst schloss sich Poisson einer Künstlertruppe in der Provinz an, um dann 1650 am Théâtre de l’hôtel de Bourgogne zu debütieren, deren festen Ensemblemitglied er 1652 wurde. Sein Engagement dauerte, bis über die Gründung der Comédie-Française im Jahr 1680 hinaus, 32 Jahre. Erst 1685 setzte er sich zur Ruhe. Wie jedes Mitglied der Comédie-Française bekam er eine Pension von 1000 Livre.
Poisson war ein Original. Er verkörperte regelmäßig spanische Gauner, aber berühmt wurde er in seiner Rolle des Kammerdieners Crispin, die ihm auf den Leib geschrieben schien. War das zuerst eine eher kleine Rolle, war der Erfolg der Figur so groß, dass sie mehr und mehr zur Hauptfigur in verschiedenen Theaterstücken wurde.
Über die Jahre hinweg verfasste Poisson selbst, insgesamt neun, Theaterstücke, die zwar hinter der Qualität Molières Stücken blieben, aber dennoch aufgeführt wurden. Diese Stücke wurden posthum verlegt und erschienen 1691.
Poisson war mit Victoire Guérin, einer Schauspielkollegin, verheiratet. Das Paar hatte sechs gemeinsame Kinder, von denen auch einige Schauspieler wurden. Als seine Frau im Jahr 1678 starb, war er an ihrer Seite und unterzeichnete auch den Totenschein. Poisson selbst war von eher heiterer Natur und trauerte nicht lange. So kam es, dass er bereits im Folgejahr die in der Nachbarschaft lebende Witwe Catherine Le Roy heiratete.